# AlliedSignal
AlliedSignal était une compagnie américaine aérospatiale, automobile et d'ingénierie, créée par la réunion en 1985 d’Allied Corporation et de Signal Companies. Elle acheta ensuite Honeywell International Inc. pour 15 milliards de dollars, en 1999, puis adopta le nom de cette entreprise.

## Histoire
L’Allied Chemical & Dye Corporation naquit de la fusion, en 1920, de cinq compagnies chimiques : Barrett Chemical Company, General Chemical Company, National Aniline & Chemical Company (en), Semet-Solvay Company et la Solvay Process Company (en), avec l'appui du chimiste William Nichols, qui devenait inquiet de la dépendance américaine à propos de l'industrie chimique allemande au cours de la Première Guerre mondiale, et du financier Eugene Meyer. Cette compagnie prit également possession de l’Eltra Corporation en 1979.
La compagnie changea de nom une première fois en 1958, devenant Allied Chemical Corporation, puis devint tout simplement Allied Corp. en 1981. Allied fusionna avec la Bendix Corporation (en) en 1983, point de départ pour son implication dans l'aérospatiale.
La Signal Companies possédait une histoire qui remontait à la Signal Gasoline Company, fondée par Samuel B. Mosher en 1922. Elle changea de nom pour Signal Gas & Oil en 1928, afin de refléter son marché en expansion. Pendant les années 1950, Signal était la plus importante compagnie pétrolière de la côte ouest des États-Unis, et Mosher avait de grands enjeux dans les American President Lines et la Flying Tiger Line. En 1964, Signal fusionna avec la Garrett Corporation, une compagnie aérospatiale, et la nouvelle compagnie formée adopta « The Signal Companies » comme nom définitif en 1968.
La fusion d’Allied et de Signal fit de l'aérospatiale le nouveau plus gros secteur de marché de la compagnie. Elle adopta le nom d’Allied-Signal le 19 septembre 1985. Le tiret fut abandonné à l'occasion d'un ultime renommage, en 1993, devenant AlliedSignal, afin de renforcer l'image d'une compagnie unie et démonter l'intégration de toutes ses affaires. En 1999, AlliedSignal acheta Honeywell et choisit de prendre son nom, qui était plus reconnaissable.

## Gamme de produits
En 2006, ses produits automobiles incluaient les filtres Fram (en), les bougies d'allumage Autolite (en) et le liquide antigel Prestone.La Bendix Corporation avait acheté Fram et Autolite à d'autres compagnies en 1973. La marque Prestone fut achetée à la fin des années 1990.
Honeywell, avant la fusion, était une compagnie internationale qui développait et fournissait des produits de technologie avancée, des systèmes et services à l'aviation, l'espace et au industries. Les lignes de production des deux compagnies furent complémentaires, le seul chevauchement étant situé au niveau de l'avionique.
- Domaine aérospatial
  - Avionique
  - Groupes auxiliaires de puissance (Auxiliary power units - APU)
  - Systèmes de contrôle environnementaux (Environmental control systems - ECS)
  - Éclairage des aéronefs
  - Trains d'atterrissage
  - Enregistreurs de vol (boîtes noires)
  - Moteurs pour avions régionaux et privés

- Domaine de l'automobile
  - Bougies Autolite
  - Filtres à air, filtres à huile, filtres à carburant Fram
  - Antigel Prestone

- Domaine de l'ingénierie
  - Polymères
  - Produits chimiques spécialisés
  - Produits électroniques

- Technologie et manufacture fédérale
  - L'entreprise utilise des bâtiments pour le département de l'Énergie des États-Unis.